# Broumovská kotlina
Broumovská kotlina je geomorfologický okrsek podcelku Meziměstská vrchovina v okrese Náchod v Královéhradeckém kraji. Zaujímá plochu 121,22 km².

## Poloha
Broumovská kotlina je ohraničena ze severovýchodu geomorfologickým okrskem Javořích hor, který stejně jako Broumovská kotlina patří do podcelku Meziměstská vrchovina. Z jihozápadu je ohraničena geomorfologickým podcelkem Polická vrchovina, konkrétně masivem Bukové hory (638 m n. m.) patřící do geomorfologického okrsku Polická stupňovina. Dále sousedí s geomorfologickými okrsky Broumovských stěn a českou částí Stolových hor.
Broumovská kotlina je rozsáhlé údolí, které má tvar podlouhlého oválu orientovaného ve směru od severozápadu k jihovýchodu, kde se také nachází nejníže položený bod, kde řeka Stěnava protíná státní hranici (351 m n. m.) s Polskem. Nejvyšším bodem je Supí vrch u obce Heřmánkovice (541 m n. m.).
Centrem Broumovské kotliny je město Broumov se 7,5 tisíci obyvatel, další město je Meziměstí s 2,4 tisíci obyvatel. Severozápadní část Broumovské kotliny (v oblasti Meziměstí) je kopcovitá, zatímco jihovýchodní část (u Broumova) tvoří širokou sníženinu s poli a loukami. Celá oblast je kromě několika kopců málo zalesněná. Krajina je do značné míry urbanizovaná.

## Geologická stavba
Broumovská kotlina je tvořena spodnopermskými a triasovými sedimenty, které se vyznačují charakteristickým červenohnědým zabarvením, způsobeným kysličníky železa. Toto zabarvení si zachovávají i současné povrchové zvětraliny včetně orné půdy. V některých místech je půda zabarvena do šeda, což je způsobeno větší příměsí sprašových hlín nebo písku v pásmu při úpatí Broumovských stěn. Místy se vyskytují vložky vápenců z období permu, které mají mocnost okolo 1 m a v minulosti byly zdrojem pro pálení vápna v malých pecích postavených v Otovicích, Olivětíně, Hynčicích a Ruprechticích.
Ve vápenci se našlo množství zkamenělin obojživelníků, primitivních ryb a paryb rostlinných pozůstatků z období permu, z nichž prof. Antonín Frič, významný český přírodovědec, geolog a paleontolog, shromáždil velké množství cenných nálezů, které popsal v řadě vědeckých prací. K dosavadním poznatkům o geologii a paleontologii permu přiřadil i zcela nové druhy ryb, žraloků a krytolebců a také četných rostlinných pozůstatků. Nálezy permských zkamenělin se dostaly i do světových muzejních sbírek, např. do Vídně, Berlína a Stockholmu.

## Nejvyšší vrcholy
Broumovská kotlina je členitá pahorkatina s nejvyššími vrchy kolem 500 m n. m. Nejvyššími jsou:
- Supí vrch 541 (m n. m.)
- Mlýnský vrch (526 m n. m.)
- Božanovský vrch (496 m n. m.)

## Vodstvo
Přirozenou osu Broumovské kotliny tvoří řeka Stěnava, která pramení v Polsku. Na české území přitéká u osady Starostín v nadmořské výšce 450 m. Po 32,9 km Stěnava Broumovskou kotlinu opouští u obce Otovice, kde překračuje česko-polskou hranici a pokračuje opět po polském území, kde posléze zleva ústí do Kladské Nisy a pak do Odry, která ústí do Baltského moře. Stěnava nad Meziměstím a pod Broumovem protéká širokou nivou, ale pod Hynčicemi teče v hluboce zaříznutém údolí, přibližně 120 m pod úrovní okolního terénu.
Do Stěnavy ústí z obou stran přítoky, v jejichž údolích leží typické údolní lánové vesnice, které jsou charakteristické tím, že nemají náves a domy byly vystavěny podél potoka. Mezi významnější levobřežní přítoky Stěnavy patří potok Starostínský (pramení v Polsku), Vižňovský, Ruprechtický, Uhlířský, Heřmánkovický, Kravský, Svinský a Černý. Významnějšími pravobřežními přítoky jsou potoky Vernéřovický, Jetřichovský, Křinický, Martínkovický a Božanovský.
V kotlině se nachází přibližně 30 menších rybníků, z nichž největší je Šlegrův rybník (7,92 ha), Cihelný (3,32 ha), Katovna (1,55 ha), dále Břídlo, Pivovarský, Meziměstský a nově vybudované rybníky u Starostína a Jetřichova. Některé rybníky byly revitalizovány, aby se posílila retenční schopnost krajiny a biodiverzita. Cennými biotopy se vyznačují zejména lokality Křinické rybníčky a Mokřadní louky u Jetřichova.

## Flóra a fauna
V Broumovské kotlině jsou rozptýlené lesy v zemědělské krajině. Botanicky zajímavé jsou zachovalé bučiny, květnaté louky a suťové lesy v lokalitě Permská stěna u Hynčic, kde roste např. lilie zlatohlávek (Lilium martagon), okrotice bílá (Cephalanthera damasonium) nebo měsíčnice vytrvalá (Lunaria rediviva). Na vlhkých plochách, po odtěžení pískovců v jihozápadní části Broumovské kotliny, v okolí Vernéřovic a Jetřichova, se přechodně objevují společenstva s ostřicí skloněnou (Carex demissa), rosnatkou okrouhlolistou (Drosera rotundifolia) a všivcem lesním (Pedicularis sylvatica).
V Broumovské kotlině se vyskytují ohrožené druhy motýlů jako je modrásek bahenní (Maculinea nausithous), perleťovec kopřivový (Brenthis ino) nebo můra Celaena leucostigma. Pronikají sem i některé stepní druhy, např. bělásek rezedkový (Pontia daplidice). V Broumovské kotlině je i specifický biotop s výskytem ropuchy krátkonohé (Epidalea calamita). Na Stěnavě je stabilizovaná populace vydry říční (Lutra lutra).

## Podnebí
Územím Broumovska prochází předěl mezi vlhčí českou klimatickou oblastí na západě a kontinentálnější slezskou klimatickou oblastí na východě. Pro Broumovskou kotlinu je spíše typické klima sousedního Polska. Zejména střední část Broumovské kotliny a údolí Stěnavy až po státní hranici je nejteplejším místem z celého území Broumovska.

## Galerie

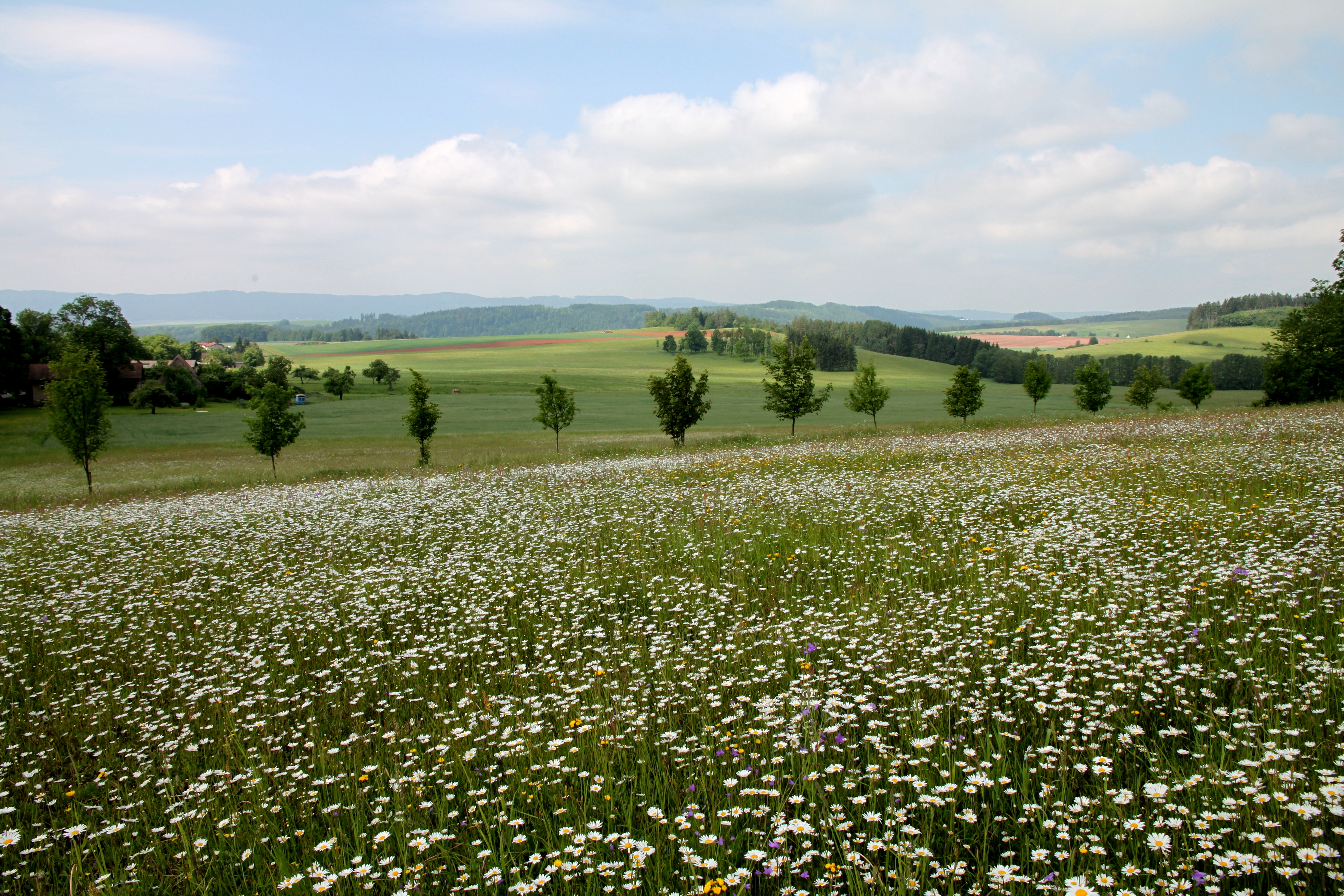
Pohled do Broumovské kotliny od Javořích hor
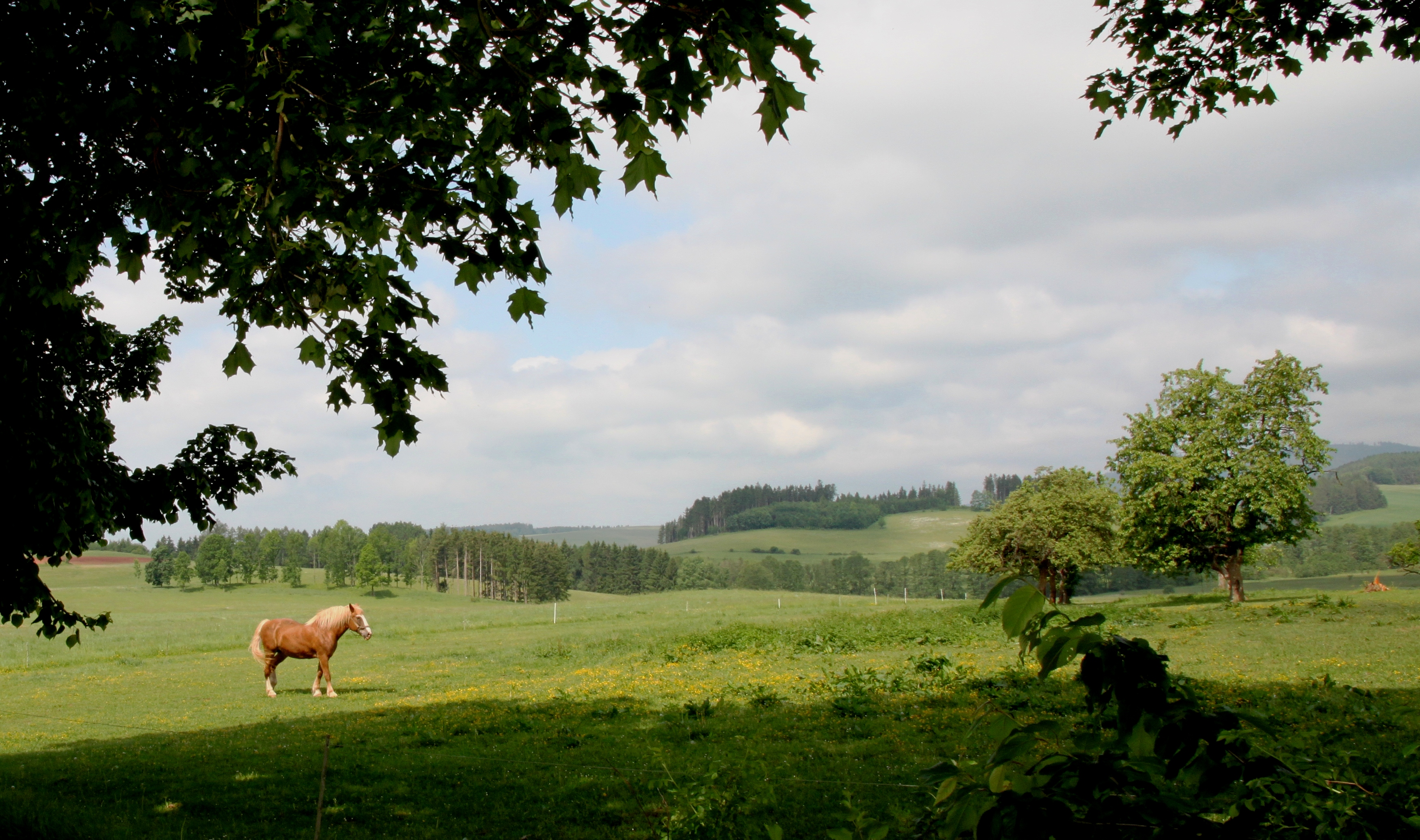
Pohled do Broumovské kotliny od Bemešova
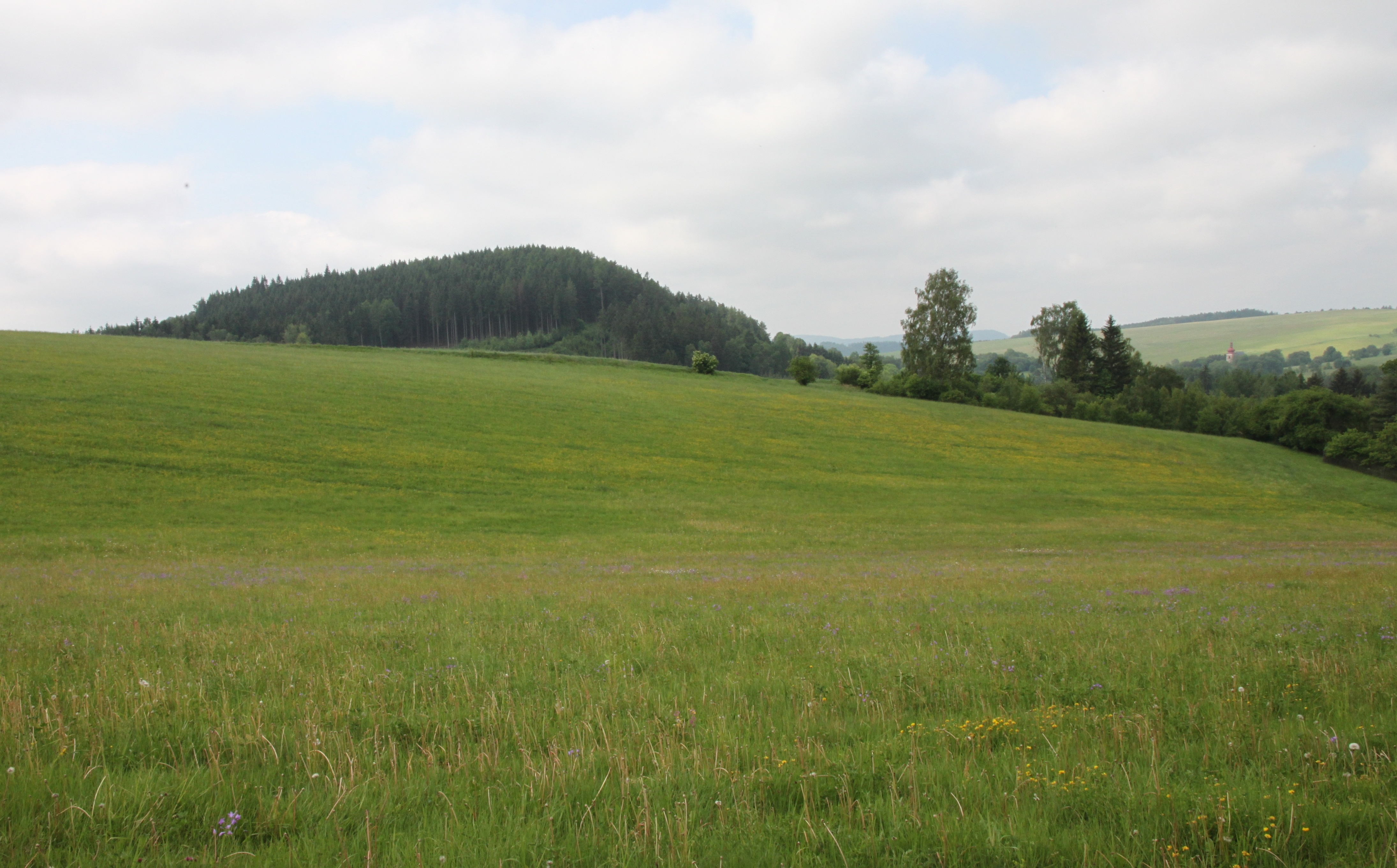
Supí vrch, nejvyšší bod Broumovské kotliny, pohled ze severu
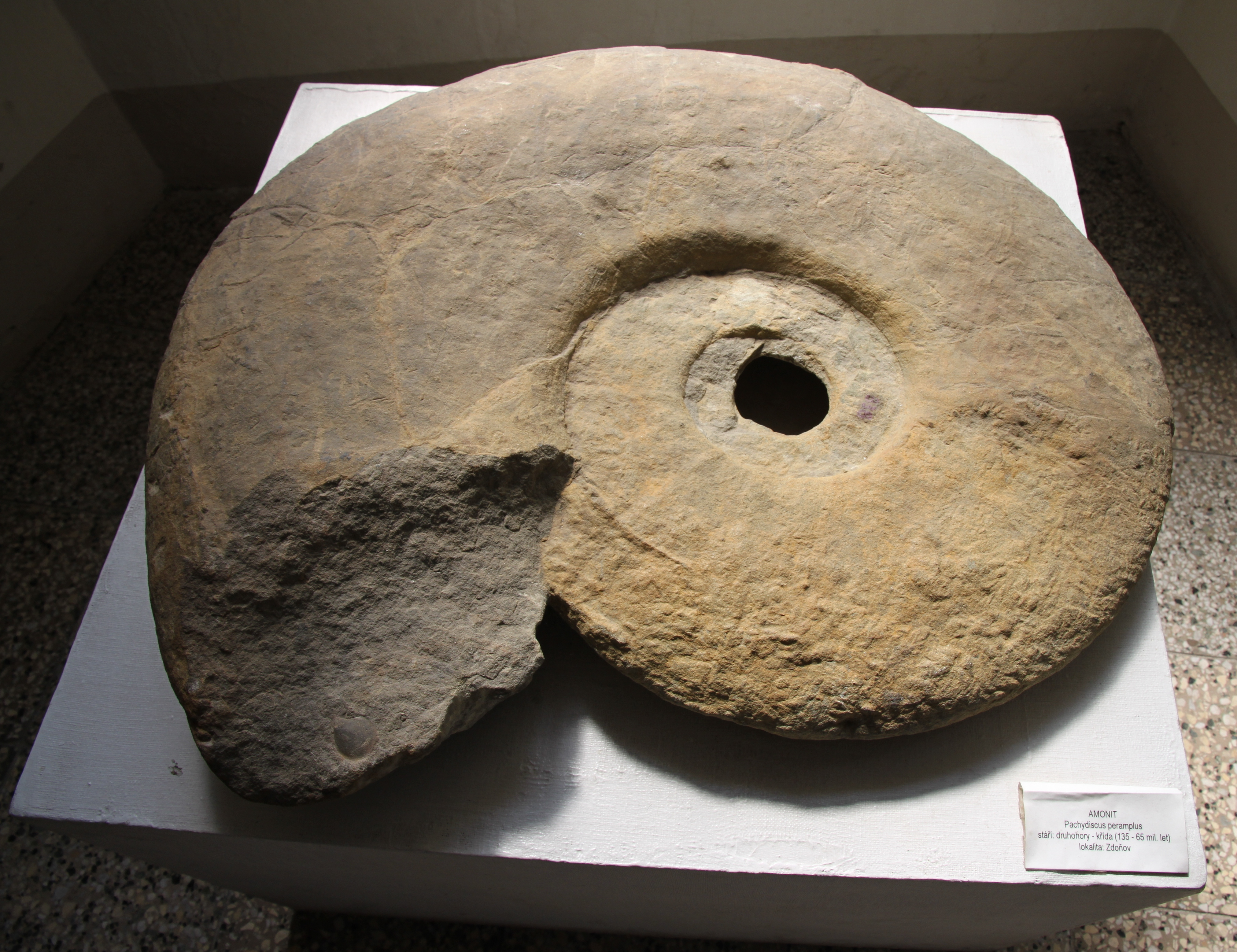
Zkamenělina – Amonit (Pachydiscus peramplus) umístěná v Muzeu Broumovska
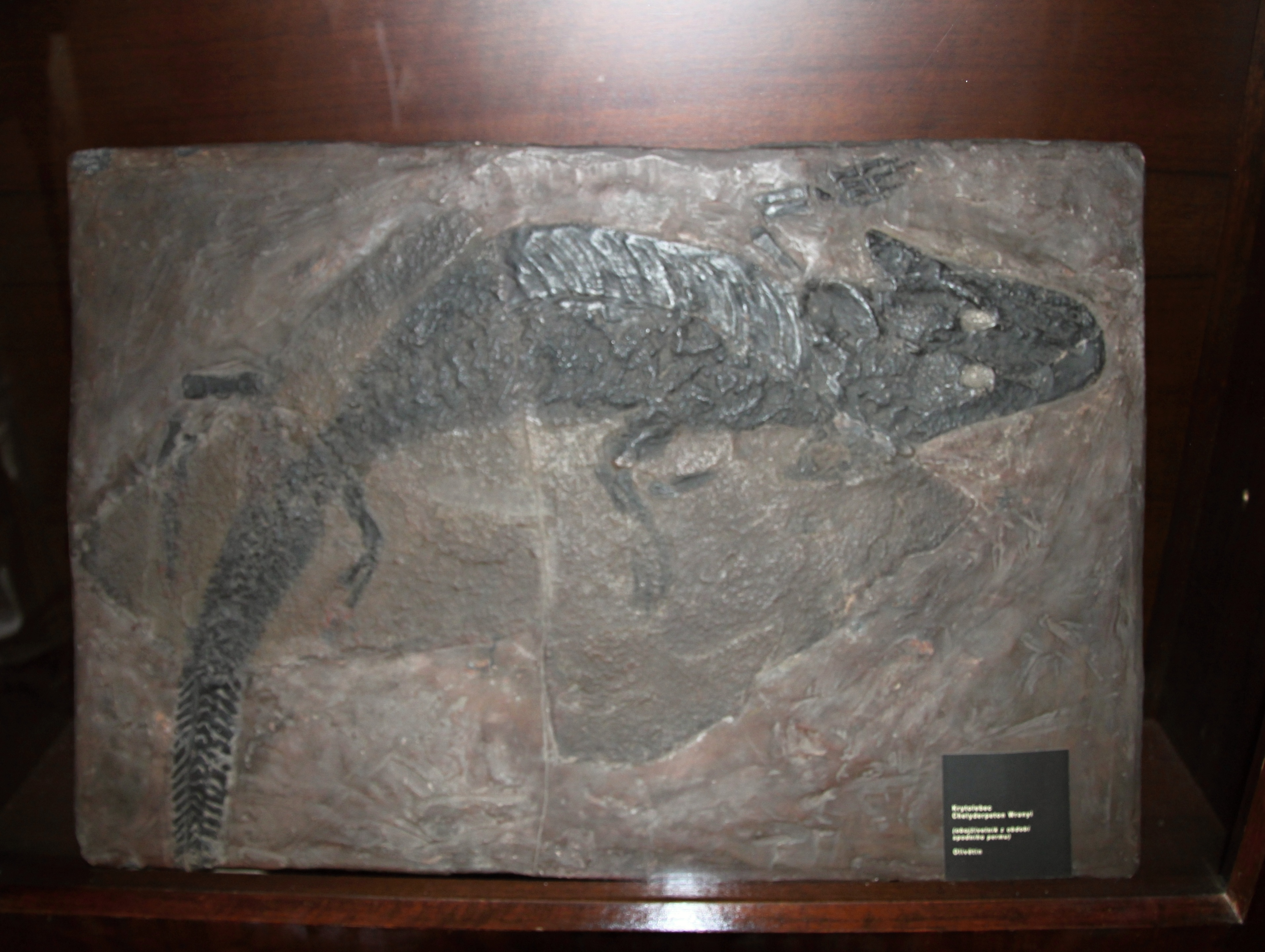
Zkamenělina umístěná v Muzeu Broumovska
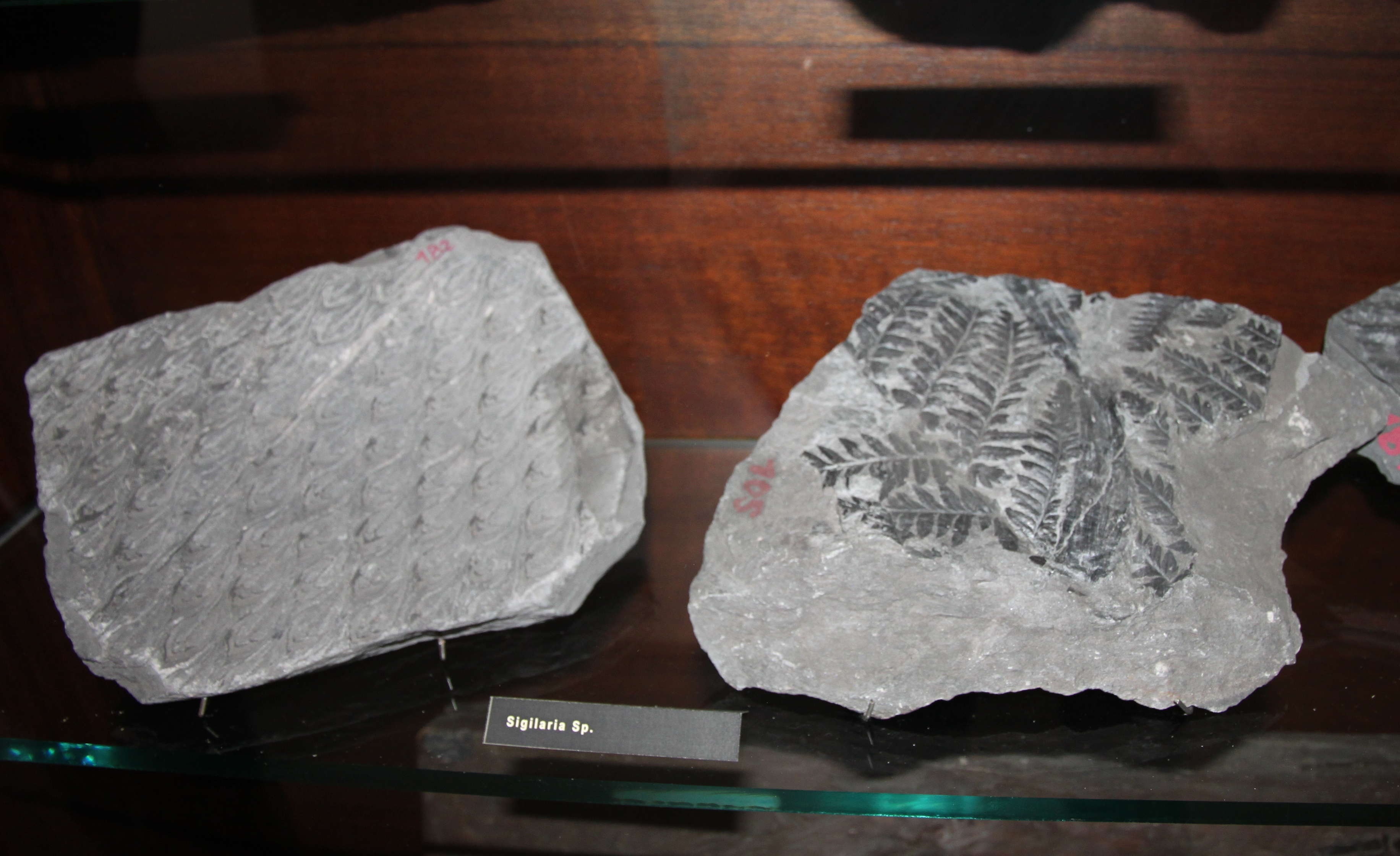
Zkamenělé rostlinné zbytky umístěné v Muzeu Broumovska